# Brea nouhuysi
Brea nouhuysi är en tvåvingeart som beskrevs av de Meijere 1913. Brea nouhuysi ingår i släktet Brea och familjen bredmunsflugor. Inga underarter finns listade i Catalogue of Life.